# Eclipse lunar de 7 de julho de 2009
O eclipse lunar de 7 de julho de 2009 foi o segundo do ano, e do tipo penumbral.